# Кангасала
Кангасала (фин. Kangasala) — город в провинции Пирканмаа, Финляндия. Общая площадь территории — 870,85 км², из которых 212,83 км² — вода.

## Демография
На 31 января 2011 года в общине Кангасала проживают 29738 человек: 14730 мужчин и 15008 женщин. 1 января 2018 года присвоен статус города.
Финский язык является родным для 98,25% жителей, шведский — для 0,29%. Прочие языки являются родными для 1,46% жителей общины.
Возрастной состав населения:
- до 14 лет — 20,45%
- от 15 до 64 лет — 63,7%
- от 65 лет — 15,64%

Изменение численности населения по годам:
| Год  | Численность |
| ---- | ----------- |
| 1980 | 21877       |
| 1990 | 24407       |
| 2000 | 25630       |
| 2010 | 29675       |
| 2011 | 29738       |